# 오카노 슌이치로
오카노 슌이치로(일본어: 岡野 俊一郎, 1931년 8월 28일 ~ 2017년 2월 2일)는 일본의 축구 선수이다.

## 국가대표팀 경력
그는 1955년 1월2일 버마과의 경기에서 일본 국가대표팀에 데뷔했다. 그는 국제 A매치 통산 2경기에 출전했다.

## 지도자 경력
1970년 일본 국가대표팀 감독으로 선임되었다. 1970년 아시안 게임에 출전했다.

## 통계
| 일본 | 일본 | 일본 |
| 연도 | 출전 | 득점 |
| ---- | ---- | ---- |
| 1955 | 2    | 0    |
| 통산 | 2    | 0    |